# 2004 à Terre-Neuve-et-Labrador
Chronologie de Terre-Neuve-et-Labrador
- 2000
- 2001
- 2002
- 2003
- 2004
- 2005
- 2006
- 2007
- 2008

Cette page concerne des événements survenus en 2004 dans la province canadienne de Terre-Neuve-et-Labrador.

## Politique
- Premier ministre : Danny Williams
- Chef de l'Opposition :
- Lieutenant-gouverneur :
- Législature :